# Йосиф Ескапа
Йосиф бен Саул Ескапа (на иврит: יוסף איסקפה) е еврейски духовник (равин) и писател от първата половина на XVII век в Османската империя.

## Биография
Йосиф Ескапа е роден вероятно в Скопие, чието име носи, тогава в Османската империя. Става равин и оглавява йешивата в Солун. По-късно заема същия офис в Смирна, където първоначално споделя равината с Йошуа Ашкенази Азария. След конфликт между тях по въпроси, свързани с ритуала, двамата се обръщат към солунските равини за арбитраж. След смъртта на колегата му, Ескапа остава единствен равин на Смирна до края на живота си. Давид Конфорте пише, че е видял Ескапа, когато той е бил на 100 години. Ескапа е известен с това, че е учител на Шабатай Цви, и че по-късно го отлъчва. Ескапа е авгор на важен труд, наречен „Рош Йосиф“ - тетайлен коментар и новели върху „Арба Турим“ на Яков бен Ашер. Част първа, която е публикувана, съдържа част от „Тур Орах Хаим“ (Смирна, 1658). Част втора върху „Хошен Мишпат“ е публикувана до 76 глава (Смирна, 1659). Той също така пише отговори, част от които са публикувани под заглавието „Тешубот Рош Йосиф“ (Франкфурт на Одер, 1709).